# Nauker
Nauker (Hindi: नौकर, Urdu: نوکر, übersetzt: Diener) ist ein Bollywoodfilm mit Jaya Bachchan und Sanjeev Kumar in den Hauptrollen.

## Handlung
Der reiche Witwer Amar hat eine kleine Tochter namens Aarti, die sich nach der Geborgenheit einer Mutter sehnt. Auch versuchen Freunde und Bekannte Amar zu überreden nochmals zu heiraten. Seine Schwester kennt auch schon eine Familie mit zwei netten Töchtern.
Doch bevor Amar sich bindet, will er die beiden potenziellen Ehefrauen auf die Probe stellen: Er tauscht mit seinem Diener Dayal die Rollen. So statten sie der vierköpfigen Familie einen Besuch ab. Durga und ihr Gatte Shanti begrüßen sie herzlich und stellen ihnen die Töchter Shobha und Sheela – beide junge moderne Frauen – vor.
Durch den Rollentausch lernt Amar Durgas Haushaltsgehilfen Geeta kennen, die ihm stets hilft, wenn er in der Klemme steckt. Nach ein paar Tagen hat sich Aarti auch entschieden – sie möchte Geeta als Mutter haben. In kürzester Zeit haben sich beide lieb gewonnen. Zum Schluss offenbaren Amar und Dayal bei einem Missverständnis ihre tatsächliche Identität.
Shobha, die sich in Dayal verliebt hat, will ihn trotz ärmlicher Verhältnisse, heiraten. Sheela will ihren heimlichen College-Freund Vijay ehelichen. Und Amar entscheidet sich für die herzensgute Geeta, in die er sich verliebt hat.

## Musik
| Songtitel                     | Sänger/in                  |
| ----------------------------- | -------------------------- |
| Chandni Re Jhoom              | Kishore Kumar              |
| Chandni Re Jhoom              | Lata Mangeshkar            |
| Pallu Latke                   | Kishore Kumar, Asha Bhosle |
| Dekhi Hazaron Mehefilen       | Asha Bhosle, Mohammad Rafi |
| Aaye Na Karo Gudiya Mere Paas | Asha Bhosle                |

## Auszeichnungen
Filmfare Award 1980
- Filmfare Award/Beste Hauptdarstellerin an Jaya Bachchan

Nominierungen
- Filmfare Award/Bester Nebendarsteller an Mehmood